# Pan Feihong
Pan Feihong (chiń. 潘飞鸿; ur. 17 lipca 1989) – chińska wioślarka. Brązowa medalistka olimpijska z Rio de Janeiro.
Zawody w 2016 były jej pierwszymi igrzyskami olimpijskimi. Medal zdobyła w dwójce podwójnej wagi lekkiej, partnerowała jej Huang Wenyi. W 2010 triumfowała w igrzyskach panamerykańskich.